# Isaiah Walton
Isaiah Walton (nacido el 1 de noviembre de 1995 en Oberlin, Ohio, Estados Unidos), es un jugador de baloncesto estadounidense. Con 1 metros y 96 centímetros de estatura, juega en la posición de escolta, pudiendo actuar también como base, e incluso como alero gracias a su versatilidad.

## Trayectoria
Comenzó su formación académica en la temporada 2014/15 en la Universidad de California en Davis, desde donde pasó al JUCO (Junior College) Iowa Western. En 2016/17 recala en la Universidad de Longwood con sede en Farmville, Virginia, donde juega para los Lancers en la Division I de la NCAA. Permanece allí hasta la finalización de su ciclo universitario, aunque no completó la última temporada deportiva (2018/19) ya que a finales de enero de 2019 y tras disputar 15 partidos, fue expulsado del equipo por incumplir las expectativas académicas del programa universitario, si bien mantuvo su condición de alumno. Hasta el momento de la suspensión, Walton lideraba al equipo en anotación y rebotes y acreditaba unos promedios de 17.8 puntos, 6.5 rebotes y 2.1 asistencias por encuentro.